# 野口祐
野口 祐（のぐち たすく、1926年11月22日 - 2016年5月7日）は、日本の経営学者。学位は、経済学博士（1966年）。慶應義塾大学名誉教授。

## 略歴
栃木県生まれ。1950年慶應義塾大学経済学部卒、1966年「生産管理の経営学」で経済学博士の学位を取得。1951年慶大経済学部副手、1955年助手、1958年慶應義塾大学商学部助教授、1964年同教授。1992年定年、名誉教授、日本大学教授、創価大学経営学部教授。2001年退任。日本経営学会理事長、日本学術会議会員、ベルリン自由大学客員教授、パリ大学客員教授。

## 教育・研究
戦前の三井財閥などの財閥研究、金融史（銀行史）、人事労務管理論、経営管理論、組織論、企業経営分野において業績を残す。日本経営学会が創立した年に生まれたことから、三田経営学の旗手として福澤諭吉の学統・学派を拡大させ、慶應義塾大学と日本大学において数多くの門下生（経営学者）を育ててきた。経営学の御三家（慶應義塾大学、神戸大学、一橋大学）の一翼を担った代表的な経営学者である。アジア経営学会を創設し、初代会長となる。

## 著書
- 『現代企業経営制度論』白桃書房 1958
- 『経営管理論史』森山書店 経営学叢書 1960
- 『日本資本主義経営史 戦前篇』御茶の水書房 1960
- 『日本の合理化と労働運動』大月書店 合理化双書 1960
- 『変貌する労務管理 合理化のもたらすもの』労務研究所 1960
- 『現代企業集中論 日本企業集中の特質』有斐閣 商学研究叢書 1964
- 『生産管理の経営学』税務経理協会 1965
- 『職場の合理化問題』労働旬報社 労旬新書 1968
- 『世界恐慌の条件』亜紀書房 1974
- 『多国籍企業 見えざる帝国の本質と実態』水曜社 1974
- 『統合的多国籍企業論』森山書店 1983
- 『ソフトウェアの経営学』森山書店 1990

### 共編著
- 『経営通論』共著 学文社 1961
- 『講座現代日本の独占と労働運動 その戦略と戦術』全4巻 編 御茶の水書房 1961
- 『現代日本経営史』編著 御茶の水書房 1964-65
- 『日本の企業合同 合同・合併の経営問題』編 ダイヤモンド社 1964
- 『経営管理総論』石坂巌ほか共著 中央経済社 1965
- 『経営学総論』共著 世界書院 現代経営学双書 1965
- 『経営破綻・倒産の分析』編 東洋経済新報社 1966
- 『避けられないか『倒産』』共著 宇野書店 1968
- 『住友コンツェルン 経営と財務の総合分析』編著 新評論 1968
- 『日本の都市銀行』編著 青木書店 1968
- 『三井コンツェルン 経営と財務の総合分析』編著 新評論 1968
- 『三菱コンツェルン 経営と財務の総合分析』編著 新評論 1968
- 『日本の地方銀行』編著 世界書院 1969-70
- 『富士・三和・第一（古河・川崎）コンツェルン その歴史と今後の動向』編著 朝日出版社 1970
- 『経営史概説』編 南雲堂深山社 1971
- 『日本の公共企業体 「福祉」と「収奪」の経営学』編著 労働旬報社 1971
- 『日本の信用金庫』編著 日本評論社 1972
- 『現代日本の株式会社』片山伍一,荒川邦寿共編著 南雲堂深山社 1973
- 『日本の六大コンツェルン 三菱・三井・住友・第一勧銀・富士・三和』編著 新評論 1979
- 『経営学原理』編著 日本評論社 経営会計全書 1980
- 『多国籍CE企業論 技術先端としてのコンサルティング・エンジニアリング』編著 日本経済評論社 1981
- 『先端技術部門の複合連関分析 新産業コンプレックス表』編著 税務経理協会 1982
- 『先端技術と地場産業』編 日本経済評論社 1986
- 『先端技術とテクノポリス 地場産業はどうなっているか』編 日本経済評論社 1988
- 『ソフトウェアの経営管理』編著 税務経理協会 1989
- 『CIM経営管理の国際的展開』編著 同文館 1995
- 『競争と協調の技術戦略 21世紀のIT戦略』林倬史,夏目啓二共編著 ミネルヴァ書房 叢書現代経営学 1999

### 翻訳
- C.ベトレーム『社会主義移行の経済理論』監訳 黒田美代子訳 亜紀書房 1975
- サミール・アミン『世界的規模における資本蓄積』原田金一郎共訳 柘植書房 1979-80
- E.アルトファーター、ノイジース、ブランキ『通貨危機の経済学』監訳 森田茂訳 亜紀書房 1979
- ミシャレ,ドラピェール『多国籍企業の子会社』監訳 慶応通信 1980

記念論文集
- 『現代企業における技術と経営の展開』野口祐教授還暦記念論文集編集委員会編 森山書店 1987